# Анна Віккерс
Анна Віккерс (1852–1906) — вчена, морський альголог та колекціонерка рослин, відома головним чином своєю роботою над водоростями Антильських та Канарських островів.

## Життєпис
Анна Віккерс народилася 28 червня 1852 року у Бордо, проте її батько був британцем. У 1879–80 роках вона разом із своєю родиною відвідала Австралію та Нову Зеландію, багато подорожувала та цікавилася мовою маорі. У 1883 році вона опублікувала монографію про ці подорожі, Voyage en Australie et en Novelle-Zélande. Теми, яких вона торкалася, варіюються від похідних слів мовою маорі до папоротей та водоростей південної Австралії. Вона проілюструвала книгу замальовками з власних фотографій.
Померла 1 серпня 1906 року у Роскоффі

## Наукова робота

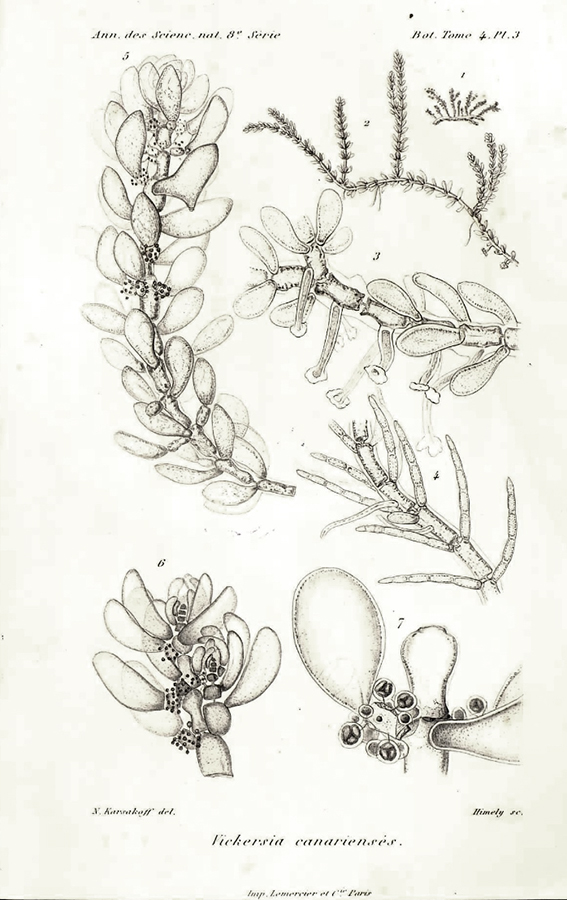
Vickersia canariensis (Vickersia baccata)

Віккерс проводила дослідження морської флори навколо Роскоффа, Неаполя, Антіба, Канарських та Антильських островів. Вона опублікувала основні статті у французьких журналах про водорості Канарських островів та Барбадосу, описала результати польових робіт, проведених на Канарських островах у 1895–96 роках та у Вест-Індії у 1898–99 та 1902–03 роках. Її робота на Канарських островах привела до виявлення понад 30 нових видів лише на острові Гран-Канарія, на Антильських островах привела до опису понад двох десятків нових видів водоростей.
Коли Віккерс померла у віці 54 років, вона залишила незавершеною заплановану книгу про барбадоські водорості. Цю книгу завершила її колега Мері Шоу та у 1908 році опублікувала під назвою Phycologia Barbadensis, з 93-ма ілюстраціями Віккерс та інших ілюстраторів. Також в цій книзі було описано 5 нових видів водоростей.
Впродовж усієї кар'єри Віккерс зібрала численні екземпляри, які потрапили до колекції Британського музею природознавства та Нью-Йоркського ботанічного саду, а також до інших музеїв Європи та Сполучених Штатів.
На честь Анни Віккерс названо вид червоних водоростей Vickersia (Karsakoff, 1896) родини Wrangeliaceae.